# Quintanar del Rey
Quintanar del Rey – gmina w Hiszpanii, w prowincji Cuenca, w Kastylii-La Mancha, o powierzchni 79,92 km². W 2011 roku gmina liczyła 7899 mieszkańców.